# Henry Swift
Pour les articles homonymes, voir Swift.
Henry Swift, né à Berkeley (Californie) le 1891 et mort dans cette ville le 1962, est un photographe américain, membre du groupe f/64.